# Karl von Keiser (General, 1871)
Karl Otto Alexander Viktor von Keiser (* 21. April 1871 in Berlin; † 27. Oktober 1929 in Goslar) war ein deutscher Generalmajor.

## Leben

### Herkunft
Karl war ein Sohn gleichnamigen preußischen Generalleutnants Karl von Keiser (1843–1929) und dessen Ehefrau Klara, geborene von Arnim (* 1846). Seine Schwester Anna (* 1873) war mit dem deutschen General der Infanterie Ernst Hasse verheiratet.

### Militärkarriere
Keiser trat am 1. April 1889 als Fahnenjunker in das Garde-Pionier-Bataillon der Preußischen Armee ein und avancierte bis Ende September 1890 zum Sekondeleutnant. Mit der Versetzung in das Infanterie-Regiment „Graf Bose“ (1. Thüringisches) Nr. 31 wechselte er Ende Juni 1895 zur Infanterie über und stieg Ende November 1898 als Oberleutnant zum Adjutanten des II. Bataillons auf. Nachdem Keiser zur weiteren Ausbildung 1899–1902 die Kriegsakademie absolviert hatte, war er als Hauptmann von Mitte September 1904 bis Ende Januar 1909 Adjutant der 57. Infanterie-Brigade in Freiburg im Breisgau und wurde anschließend Kompaniechef im Oldenburgischen Infanterie-Regiment Nr. 91. Unter Beförderung zum Major folgte am 27. Januar 1913 mit der Uniform seines Regiments die Ernennung zum Adjutanten der 35. Division in Thorn.
In dieser Eigenschaft nahm er nach Ausbruch des Ersten Weltkriegs an den Kämpfen bei Gumbinnen teil, wo er zum ersten Mal verwundet wurde. Anschließend wirkte Keiser in den Schlachten bei Tannenberg sowie an den Masurischen Seen und machte beim Feldzug in Südpolen den Vormarsch auf Warschau mit. Während der Kämpfe um Łódź konnte er am 23./24. November 1914 mit einem aus Ersatztransporten zusammengestellten und von ihm geführten Bataillon erfolgreich in die Abwehr russischer Truppen eingreifen und erhielt dafür das Eiserne Kreuz I. Klasse. Am 3. Dezember 1914 trat er mit der Ernennung zum Kommandeur des II. Bataillons im Kulmer Infanterie-Regiment Nr. 141 in den Truppendienst zurück und kam bei der Mitte Juli 1915 bei Przasnysz beginnenden Offensive zum Einsatz. Hierbei wurde er Ende des Monats bei der Erzwingung des Übergangs über Narew ein zweites Mal verwundet.
Im Oktober 1915 verlegte er mit seinem Regiment an die Westfront und lag zunächst in Stellungskämpfen zwischen Somme und Oise. Während der Schlacht an der Somme, in der Keiser sich eine Gasvergiftung zuzog, wurde er am 29. August 1916 zum Kommandeur des Infanterie-Regiments „von der Marwitz“ (8. Pommersches) Nr. 61 ernannt. Nach Beendigung der Schlacht verblieb er im Kampfgebiet und ging Mitte März 1917 auf die Siegfriedstellung zurück. In der Schlacht bei Arras konnte er sich am 23./24. April gegen mehrfach überlegene Kräfte behaupten und Angriffe britischer Truppen abwehren. Dafür wurde er zum Pour le Mérite vorgeschlagen, erhielt den Orden jedoch nicht.
Während der am 7. Juni 1917 beginnenden Schlacht im Wytschaete-Bogen verteidigte sein Regiment auf dem rechten Flügel seiner Stellung das wichtige Kanalknie nördlich von Hollebeke und konnte es unter schwierigen Verhältnissen bis zur Ablösung halten. Nachdem das Regiment nach einer Ruhephase und durch Ersatz wieder aufgefrischt war, kam es im Herbst in der Flandernschlacht zum Einsatz. Im Verlauf der Kampfhandlungen gelang es feindlichen Truppen im Nachbarabschnitt der 40. Infanterie-Division am 27. Oktober 1917 über Draibank vorzurücken und die deutschen Stellungen im Houthulster-Wald anzugreifen und zu umgehen. Keiser erkannte die Lage und fasste den selbstständigen Entschluss mit seinem in Bereitschaft befindlichen Regiment sowie dem Ersatz-Bataillon einzugreifen und die bedrohliche Situation zu bereinigen. Sein Divisionskommandeur von Hahn reichte ihn daraufhin erneut zur Verleihung des Ordens Pour le Mérite ein; der Verleihungsvorschlag wurde durch den Gruppenkommandeur Generalleutnant Albrecht sowie den Oberbefehlshaber der 4. Armee Sixt von Armin unterstützt. Daraufhin verlieh ihm Wilhelm II. durch Kabinettsorder am 24. November 1917 die höchste preußische Tapferkeitsauszeichnung. In der Folgezeit nahm sein Regiment an den Stellungskämpfen in Flandern teil. Keiser avancierte Ende März 1918 zum Oberstleutnant und wurde im April in der Schlacht bei Armentières beim Übergang über die Leie zum dritten Mal verwundet. Bis Kriegsende befand er sich mit seinem Verband in Abwehrkämpfen und konnte sich letztmals bei Valenciennes bewähren.
Nach dem Waffenstillstand von Compiègne und der Rückführung in die Heimat wurde Keiser mit seinem Regiment im Grenzschutz Ost eingesetzt. Anfang Oktober 1919 war er beim Stab des Reichswehr-Infanterie-Regiments 102 und übernahm die Führung des Infanterie-Regiments 14. Am 1. Oktober 1920 wurde er zum Kommandeur des Infanterie-Regiment 7 ernannt und mit Rangdienstalter von diesem Tag am 18. Dezember 1920 zum Oberst befördert. Unter Verleihung des Charakters als Generalmajor verabschiedet man Keiser am 31. März 1923 aus dem Militärdienst. Er war Ehrenritter des Johanniterordens.

### Familie
Keiser verheiratete sich am 29. Dezember 1904 in Berlin mit Luise von Slyterman-Langeweyde (* 1886), mit der er den Sohn Karl-Heinz (* 1905) hatte.